# Licenza libera
Una licenza libera è un particolare tipo di licenza che si applica a un'opera per garantirne la libertà d'utilizzo, di studio, di modifica e di condivisione.Si inizia a discutere di licenza libera negli anni 1980, sulla scia del successo dell'idea di software libero e del principio di copyleft.  Infatti negli Stati Uniti la Bayl-Dole-Act dà la possibilità di privatizzare i risultati di ricerca svolti in ambito accademico, svolti sotto certe condizioni (diritto d'autore e brevetti). Nasce sempre negli Stati Uniti il diritto d'autore per il software (U.S.A. Software Copyright Act).
Quando un'opera è sotto licenza libera, si parla di opera libera. Alcuni utenti o fornitori di dati cercano di inserirsi in un contesto di grande apertura, talvolta descritto con l'acronimo ODOSOS (che sta per: Open Data, Open Source, Open Standards), un approccio che è stato sviluppato in particolare per grandi progetti scientifici condivisi come il sequenziamento del DNA.

## Caratteristiche
Il principio operante di una licenza libera è il copyleft (permesso d'autore), il quale agisce in maniera opposta al copyright (diritto di copia). Infatti mentre il primo è permissivo, nel senso che permette a chiunque di utilizzare, studiare, modificare e ridistribuire l'opera in questione (lasciando intatti i diritti morali sull'opera), il secondo è invece esclusivo, in quanto permette solo all'autore (o chi assume il diritto d'autore) di esercitare qualsiasi diritto di utilizzazione. In ogni caso le licenze libere sono numerose e con condizioni aggiuntive e caratteristiche differenti, infatti se licenze di software libero come la GNU concedono tutti i diritti di utilizzazione all'utente, licenze come la CC permettono all'autore di selezionare gli attributi di utilizzazione, andando in alcuni casi in conflitto con i principi del software libero (come nel caso dell'attributo Non-Commercial che impedisce all'utente di ridistribuire l'opera per fini commerciali). 
Dal 2009 è stato reso disponibile lo strumento CC0 che permette di rinunciare al copyright sull'opera in tutto il mondo, con l'obbiettivo di arricchire l'archivio delle opere di pubblico dominio.
Generalmente un'opera intellettuale coperta da licenza libera può essere copiata e distribuita ad altri senza costi o (se si vuole) anche dietro compenso.
È caratteristica comune che ogni licenza libera ponga un disclaimer per slegare l'autore da qualsiasi responsabilità, sia legale che commerciale. Questo permette in ogni caso di offrire servizi di responsabilità/assistenza sotto compenso verso altri utenti.
A causa della recente diffusione della stampa 3D, di piattaforme hardware come Arduino, e di big data, le licenze libere si stanno diffondendo anche in questi settori (alcuni esempi: Progetto RepRap, Openmoko Inc., OpenStreetMap).

## Perché Open Data, Open Source e Open Standards?
Questi tre approcci rispondono tutti alla necessità di rimuovere alcuni ostacoli a ciò che gli anglofoni chiamano "open innovation", che è la creatività e l'innovazione collaborative rese possibili da un accesso più ampio e facile alla conoscenza e ai dati da parte del pubblico.
Questi ostacoli sono in particolare restrizioni legali e tecniche (divario digitale, disparità di accesso ai dati, ecc.) che al giorno d'oggi sono molto più evidenti in quanto gli sviluppi tecnologici consentono un rapido accesso globale alla maggior parte della quantità di dati da parte di un numero crescente di persone. 
Anche quando le ricerche e i dati sono ritenuti "pubblici" o resi pubblici, sono spesso bloccati per limitare legalmente l'uso di documenti scritti e stampati. Tali contratti vietano de facto l'adattamento di formati di file o traduzioni in altre lingue, l'integrazione di dati, l'arricchimento semantico, l'ipertesto, l'esplorazione o l'analisi informatica del testo, la correzione dell'errore, ecc. Queste restrizioni limitano notevolmente l'impatto della ricerca pubblica o privata, la sua rapida appropriazione e impediscono di sfruttare le potenzialità del Web per accelerare le scoperte scientifiche.
L'accesso aperto sembra un prerequisito essenziale per un uso più creativo, ricco e collaborativo dei dati. Il principio della licenza libera è stato sviluppato da Richard Matthew Stallman per promuovere la condivisione del codice sorgente del software.
L'idea principale alla base del concetto di software libero era quella di rendere gli utenti del software indipendenti per volontà degli sviluppatori originali del software.

## Elenco

### Per contenuto libero
- le seguenti tre licenze Creative Commons e non altre:[7]
  - CC0 — strumento per implementare il pubblico dominio
  - CC BY — strumento per richiedere soltanto una precisa attribuzione all'autore
  - CC BY-SA — strumento per richiedere l'attribuzione e che i riutilizzi rimangano liberi (copyleft)
- GNU Free Documentation License (GNU FDL) — licenza copyleft nata per la documentazione del codice sorgente

### Per software libero
- GNU General Public License
- GNU Affero General Public License
- GNU Lesser General Public License
- Licenza MIT
- Licenze BSD
- Licenza Apache
- Mozilla Public License
- European Union Public Licence

### Per base di dati
- Open Database License
- Open Government License[8]
- Italian Open Data License

### Per hardware libero
- TAPR Open Hardware License[9]

- CERN Open Hardware License[10]
- Ballon Open Hardware License
- Solderpad License[11]
- Hardware Design Public License[12]
- GNU General Public License
- GNU Lesser General Public License